# La edad de la peseta
La edad de la peseta é um filme de drama cubano de 2006 dirigido e escrito por Pavel Giroud. Foi selecionado como representante de Cuba à edição do Oscar 2008, organizada pela Academia de Artes e Ciências Cinematográficas.

## Elenco
- Mercedes Sampietro - Violeta
- Iván Carreira - Samuel
- Susana Tejera - Alicia